# Відкритий доступ

Логотип відкритого доступу створений Public Library of Science

Відкритий доступ — це безкоштовний, швидкий, постійний, повнотекстовий доступ в режимі реального часу до наукових та навчальних матеріалів, що реалізовується для будь-якого користувача у глобальній інформаційній мережі, здійснюваний переважно до рецензованих науково-дослідних журналів.
Перша важлива міжнародна згадка про відкритий доступ (англ. Open access (OA)) міститься в Будапештській Декларації відкритого доступу у лютому 2002. За нею слідували заява в Бетезді у червні 2003 і Берлінська декларація про відкритий доступ до наукових та гуманітарних знань у жовтні 2003.
Поняття відкритого доступу широко обговорюється серед дослідників, вчених, працівників бібліотек, наукових співробітників, фінансистів, державних службовців та видавців. Попри те, що існують суттєві переваги відкритого доступу, досі йдуть дискусії щодо надійності та економічних вигод моделі.
Відкритий доступ реалізується через два основних шляхи:
- Депонування (також відомо як «зелений» шлях до відкритого доступу, чи самоархівування) — дослідники розміщують свої вже опубліковані статті також в репозитарії — відкритому тематичному чи інституційному електронному архіві. Депозит може бути оформлений у вигляді статті, що пройшла рецензування, або у вигляді препринту. Репозитарії також розміщують інші типи наукових та навчальних документів: дисертації, тези, наукові звіти, презентації, дані, зображення та ін. Депонування було вперше запропоноване як загальна практика в 1994 Стівеном Гарнардом, хоча вчені-комп'ютерники спонтанно депонувалися на анонімних FTP-архівах принаймні з 1980-их (наприклад, CiteSeer ), а фізики з початку 1990-х в мережі (наприклад, arXiv.org).

- Публікація в журналах, що знаходяться у відкритому доступі робить матеріали доступними в режимі реального часу негайно. Журнал відкритого доступу працює за відмінною від передплати моделлю: всі витрати на створення такого журналу та організації доступу несе автор статті та інституція, де він працює тощо, кінцевий користувач отримує доступ до журналу безкоштовно. Приклади журналів можна знайти в Directory of Open Access Journals.

Більше 90% академічних рецензованих журналів дозволяють автору депонування своїх статей в репозитарій . Приблизно 10% рецензованих журналів в наш час[коли?] знаходяться у відкритому доступі.

## Автори
Основна причина, з якої автори розміщують власні праці у відкритому доступі — збільшення показника важливості. Існує ряд досліджень, які свідчать про суттєве зростання індексів цитування на статті, розміщені у відкритому доступі.
Дослідження оплачуються дослідницькими фондами, опублікована стаття — це швидше звіт про виконану роботу, аніж об'єкт доходу. Чим більше використовується, цитується стаття, тим більше посилань робиться на неї і тим більше робіт ґрунтується на ній, тим краще для дослідження та кар'єри самого дослідника.
Ширша ідея вільного матеріалу частково співвідноситься і з відкритим доступом.
Проте режим відкритого матеріалу має на увазі дозвіл змінювати його, відкритий ж доступ розуміється тільки як вільна, нічим не обмежена доступність матеріалу.
У наукових публікаціях прийнято підтримувати незмінність первинного тексту та асоціювати його з певним автором.
Тоді як режим відкритого доступу в наш час[коли?] застосовний здебільшого до результатів наукових досліджень, творець будь-якого іншого матеріалу також може використовувати механізми депонування та публікації, вироблені на його основі. Creative Commons надають широке коло типових умов ліцензійних угод для полегшення процесу обнародування.

## Користувачі
Прямими користувачами наукових статей здебільшого є інші дослідники. Відкритий доступ допомагає їм як читачам, надаючи можливість ознайомитися із статтями в журналах, які не в змозі передплатити їх бібліотеки.
Найбільшу користь отримують дослідники в країнах, що розвиваються, де існують університети,
які зовсім не передплачують закордонні наукові журнали.
Загальна вигода очевидна, оскільки жодна бібліотека не може собі дозволити передплатити всі потрібні наукові журнали за причини високих цін.
Відкритий доступ розширює коло знань за межі академічної школи.
Такий матеріал може читати будь-яка людина — професіонал у своїй сфері, дослідник суміжного напряму, журналіст, політик, цивільний службовець або просто зацікавлений користувач.

## Суспільна вигода
Відкритий доступ до результатів наукових досліджень важливий для суспільства з кількох причин.
Один з аргументів в його користь полягає в тому, що більшість досліджень сплачена платниками податків, які повинні мати право доступу до результатів того, що вони фінансували.
Багато людей серйозно захоплюються предметами різних наукових досліджень.
Можна вказати і на авторів та редакторів Вікіпедії, охочих вдосконалити свої статті.
Навіть ті, хто не читає наукові публікації, непрямим чином отримують вигоду від знаходження їх у відкритому доступі.
Люди, що не читають медичні журнали, воліли б, щоб їх лікар мав такий доступ.
Позиція, що відстоюється пропагандистами відкритого доступу, полягає в тому, що він прискорює науковий прогрес, продуктивність, передачу знань. Прискорення процесу інновацій корисне. Школярі та студенти можуть отримати інформацію, що має велике значення в їх подальшому навчанні.
Критики руху відкритого доступу вказують, що немає доказів малодоступності необхідної інформації для тих, хто її потребує.
Безліч проектів відкритого доступу включає міжнародна співпраця.
Наприклад SCIELO [Архівовано 31 серпня 2005 у Wayback Machine.](англ.), що є усестороннім підходом до повністю відкритого доступу в опублікованих журналах, включає декілька латиноамериканських країн.
Bioline International [Архівовано 13 вересня 2008 у Wayback Machine.](англ.) — некомерційна організація, створена з метою допомогти видавцям у країнах, що розвиваються, побудована на співпраці Великої Британії, Канади та Бразилії. Bioline International Software використовується по всьому світу.
Research Papers in Economics [Архівовано 16 серпня 2000 у Wayback Machine.](англ.) є колективною працею більше 100 волонтерів із 45 країн.

## Бібліотеки та бібліотекарі
Бібліотекарі є активними прихильниками відкритого доступу, тому що отримання інформації — це найважливіший принцип їх професії.
Відкритий доступ дозволяє прибрати як цінові, так і правові бар'єри, що підривають зусилля бібліотек надати доступ до наукової інформації.
Багато бібліотечних асоціацій та інших професійних об'єднань підписали угоди про спільний доступ. Університетські бібліотеки України прийняли відповідну заяву про підтримку вільного доступу в травні 2009 р. на конференції в м. Севастополь.
У деяких університетах у бібліотеках створено та підтримується робота інституційного репозитарію. Деякі також є видавцями періодичної літератури, у тому числі і журналів.

## Опозиція руху відкритого доступу
Велике число супротивників відкритого доступу складають комерційні видавці, бізнес-модель яких побудована на наданні доступу до результатів досліджень тільки тим особам, які платять за журнальну передплату.
Серед основних аргументів — потенційна загроза інституту рецензування, що має схоже обґрунтування з так званою загрозою демотивації, складовий фундамент ідейного обґрунтування інституту інтелектуальної власності.
Існує думка, що відкритий доступ не є необхідним і може бути навіть шкідливим.
Йдуть дискусії з приводу того, що деякі види інформації немає потреби публікувати за межами академічних установ, принаймні, в деяких галузях знань.
Є також ті, хто вважає відкритий доступ потенційною причиною збільшення часу, що витрачається фахівцями в якійсь області знання, на ознайомлення з такими матеріалами, що у результаті може привести до зменшення часу, що витрачається власне на дослідницьку роботу.
Багато критиків, проте, погоджуються з пропонентами відкритого доступу з основних положень концепції, ставлячи під сумнів лише економічну доцільність такого підходу.

## Міжнародний тиждень Відкритого доступу
Міжнародний Тиждень Відкритого Доступу, присвячений Руху Відкритого Доступу до наукової інформації проводиться, як правило, щороку у останній тиждень жовтня. Ця акція, що ініційована Коаліцією наукових видань та академічних ресурсів (SPARC) та підтримана більш ніж 2000 прибічників з усього світу, надає можливість краще ознайомитись з перевагами, які надає Відкритий Доступ, обмінятися досвідом, ідеями щодо впровадження Відкритого Доступу та допомагає розширити коло учасників руху Відкритого Доступу. 
Щороку бібліотеки (академічні, дослідницькі, публічні), університети, інші громадські організації та професійні спільноти використовують Тиждень Відкритого Доступу як цінну платформу для зустрічей, а також, для того щоб оголосити важливі повідомлення про подальший розвиток Руху Відкритого Доступу. Цей тиждень слугує стартовим майданчиком для нових видавничих фондів, що підтримують Рух Відкритого Доступу, для проголошення політик відкритого доступу, матеріалів, у яких мова йде про соціальні та економічні переваги Відкритого Доступу.